# IBM Research
IBM Research est une division d'IBM créée en 1945 et constituée de treize laboratoires à travers le monde. Elle est dédiée à la science pure et à l'exploration des innovations technologiques.